# Dziewulski (månekrater)
Dziewulski er et nedslagskrater på Månen. Det befinder sig på Månens bagside og er opkaldt efter den polske astronom Wladyslaw Dziewulski (1878 – 1962).
Navnet blev officielt tildelt af den Internationale Astronomiske Union (IAU) i 1970. 

## Omgivelser
Dziewulskikrateret ligger mellem Edisonkrateret mod nord og Popovkrateret mod syd.

## Karakteristika
Kraterets ydre rand er betydeligt nedslidt af nyere nedslag, særligt i den sydvestlige kvadrant, hvor satellitkrateret "Dziewulski Q" ligger over både randen og kraterbunden. Også den nordlige rand er stærkt ødelagt, og der ligger adskillige små kratere langs randen mod sydøst. Kraterbunden og det omgivende terræn er dækket af en ny overflade.
Begyndende ved den sydlige rand danner en kraterkæde en lineær formation, som løber mod sydøst forbi Popovkrateret. Formationen hedder Catena Dziewulski efter det krater, den forbindes med.

## Satellitkratere
De kratere, som kaldes satellitter, er små kratere beliggende i eller nær hovedkrateret. Deres dannelse er sædvanligvis sket uafhængigt af dette, men de får samme navn som hovedkrateret med tilføjelse af et stort bogstav. På kort over Månen er det en konvention at identificere dem ved at placere dette bogstav på den side af satellitkraterets midte, som ligger nærmest hovedkrateret. Dziewulskikrateret har følgende satellitkratere:
| Dziewulski | Længde  | Bredde  | Diameter |
| ---------- | ------- | ------- | -------- |
| Q          | 20,5° N | 98,2° Ø | 32 km    |